# Jerry Linenger
Jerry Michael Linenger (ur. 16 stycznia 1955 w Eastpointe w stanie Michigan) – amerykański lekarz wojskowy i astronauta.

## Życiorys
W 1973 ukończył East Detroit High School w Eastpointe, w 1977 uzyskał dyplom z nauk biologicznych w United States Naval Academy, a w 1981 doktorat z medycyny w Wayne State University. W 1988 uzyskał dyplom z zarządzania systemami na Uniwersytecie Południowej Kalifornii, w 1989 został magistrem zdrowia publicznego na University of North Carolina i doktorem filozofii na tejże uczelni. Po odbyciu praktyk w szpitalu w San Diego i szkolenia z zakresu medycyny przestrzeni powietrznej w Pensacoli służył jako chirurg lotnictwa morskiego w bazie Cubi Point na Filipinach.
31 marca 1992 został kandydatem NASA na astronautę, w sierpniu 1992 dołączył do grupy astronautów w Centrum Lotów Kosmicznych imienia Lyndona B. Johnsona, przechodził szkolenie na specjalistę misji. Od 9 do 20 września 1994 uczestniczył w misji STS-64 trwającej 10 dni, 22 godziny i 49 minut. Umieszczono wówczas na orbicie i przechwycono satelitę astronomicznego Spartan-201 i badano atmosferę ziemską przy pomocy laserowego urządzenia LITE (Lidar Space Technology Experiment). Po powrocie z misji przechodził szkolenie w Centrum Wyszkolenia Kosmonautów im. J. Gagarina w Gwiezdnym Miasteczku, przygotowując się do długoterminowego pobytu na stacji kosmicznej  Mir, ucząc się obsługi systemów podtrzymywania życia, obsługi urządzeń elektronicznych, stanowiska kontrolnego, systemów komputerowych i języka rosyjskiego oraz szkoląc się na symulatorze. Misja STS-81 zaczęła się 12 stycznia 1997; po dotarciu do stacji Mir Linenger dołączył do dwóch rosyjskich kosmonautów, skąd powrócił na Ziemię 24 maja 1997. Spędził wówczas w kosmosie 132 dni i 4 godziny. Wraz z rosyjskim kosmonautą wykonał pięciogodzinny spacer kosmiczny, stając się pierwszym Amerykaninem, który wyszedł w otwartą przestrzeń kosmiczną wokół obcej, nie-amerykańskiej stacji kosmicznej i w skafandrze wykonanym poza USA. Łącznie spędził w kosmosie 143 dni, 2 godziny i 49 minut. Otrzymał kilka odznaczeń, w tym National Defense Service Medal i dwa medale NASA Za Lot Kosmiczny. Opuścił NASA 23 lutego 1998.